# Nati nel 1999/Ottobre
| Questa pagina contiene informazioni ricavate automaticamente dalle voci biografiche con l'ausilio del template Bio e di un bot. L'aggiornamento è periodico e automatico e ricostruisce completamente la pagina. Se manca una persona in questa lista, sei pregato di non aggiungerla, ma accertati piuttosto che la sua voce biografica contenga il template Bio e che i dati anagrafici siano correttamente compilati. Se il template Bio manca, inseriscilo tu stesso o, in alternativa, metti l'avviso {{tmp\|Bio}} che ne segnala la mancanza. Se i dati riportati sono sbagliati, correggi direttamente la voce biografica; le modifiche saranno visibili in questa lista entro pochi giorni. Per chiarimenti vedi il progetto biografie. La lista contiene solo le 294 persone che sono citate nell'enciclopedia e per le quali è stato implementato correttamente il template Bio. Pagina aggiornata al 18 ago 2025. |

- 1º ottobre - Simone Biasutti, triplista italiano
- 1º ottobre - Jacob Eriksson, ciclista su strada svedese
- 1º ottobre - Giōrgos Kamperidīs, cestista greco
- 1º ottobre - Karim Fouad, calciatore egiziano
- 1º ottobre - Ali Majrashi, calciatore saudita
- 1º ottobre - Francine Niyomukunzi, mezzofondista e maratoneta burundese
- 1º ottobre - Mason Parris, lottatore statunitense
- 1º ottobre - Álex Pastor, calciatore spagnolo
- 1º ottobre - Marlisa Punzalan, cantante australiana
- 1º ottobre - Christopher Taylor, velocista giamaicano
- 1º ottobre - Andrea Tessiore, calciatore italiano
- 1º ottobre - Gianluca Vinci, pallamanista italiano
- 2 ottobre - Tomás Attis, calciatore argentino
- 2 ottobre - Elves Baldé, calciatore guineense
- 2 ottobre - Skye Blue, wrestler statunitense
- 2 ottobre - Rafael Bustamante, calciatore colombiano
- 2 ottobre - Maxime Godart, attore francese
- 2 ottobre - Ibrahim Imoro, calciatore ghanese
- 2 ottobre - Ihor Nykyforuk, lottatore ucraino
- 2 ottobre - Nebiyou Perry, calciatore statunitense
- 2 ottobre - Mikkel Solbakken, sciatore alpino norvegese
- 2 ottobre - Jake Stewart, ciclista su strada e pistard britannico
- 2 ottobre - Igor' Čžan, ciclista su strada kazako
- 3 ottobre - Afeez Aremu, calciatore nigeriano
- 3 ottobre - Vladislav Emčenko, cestista russo
- 3 ottobre - Mustafa Kizza, calciatore ugandese
- 3 ottobre - Aramis Knight, attore statunitense
- 3 ottobre - Jack LeVant, nuotatore statunitense
- 3 ottobre - Asante Samuel Jr., giocatore di football americano statunitense
- 4 ottobre - Benedetta Brignoli, calciatrice italiana
- 4 ottobre - Marcin Bułka, calciatore polacco
- 4 ottobre - Moussa Djitté, calciatore senegalese
- 4 ottobre - Leonie Ebert, schermitrice tedesca
- 4 ottobre - Tylan Grable, giocatore di football americano statunitense
- 4 ottobre - Håvard Jørgensen, lottatore norvegese
- 4 ottobre - Catarina Macario, calciatrice brasiliana
- 4 ottobre - Asnawi Mangkualam, calciatore indonesiano
- 4 ottobre - Martin Marxer, calciatore svizzero
- 4 ottobre - Lit Killah, rapper e cantante argentino
- 4 ottobre - Jackson Muleka, calciatore congolese (Repubblica Democratica del Congo)
- 4 ottobre - Marvin Pieringer, calciatore tedesco
- 4 ottobre - Branko Riznić, calciatore serbo
- 4 ottobre - Dino Skorup, calciatore croato
- 4 ottobre - Shiori Yokohama, fondista giapponese
- 4 ottobre - Batu Han Yüksel, sollevatore turco
- 5 ottobre - Ilaria Cusinato, nuotatrice italiana
- 5 ottobre - Polina Gurýeva, sollevatrice turkmena
- 5 ottobre - Ahmed Abunamous, calciatore palestinese
- 5 ottobre - Mahmoud Jaber, calciatore israeliano
- 5 ottobre - David Kasumu, calciatore inglese
- 5 ottobre - Elias Maris, ciclista su strada belga
- 5 ottobre - Connor McLennan, calciatore scozzese
- 5 ottobre - Mika Pérez, pilota motociclistico spagnolo
- 5 ottobre - Vale LP, cantautrice e rapper italiana
- 5 ottobre - Sena Tomita, snowboarder giapponese
- 5 ottobre - Abd-El-Aziz Yousef, calciatore somalo
- 6 ottobre - Lauren Bell, pistard britannica
- 6 ottobre - Amit Ebo, cestista israeliano
- 6 ottobre - Niko Kari, ex pilota automobilistico finlandese
- 6 ottobre - Trevor Lawrence, giocatore di football americano statunitense
- 6 ottobre - Deommodore Lenoir, giocatore di football americano statunitense
- 6 ottobre - Pol Lozano, calciatore spagnolo
- 6 ottobre - Anderson Niangbo, calciatore ivoriano
- 6 ottobre - Nick Wenzelburger, giocatore di football americano tedesco
- 6 ottobre - Evanilson, calciatore brasiliano
- 7 ottobre - Kaodirichi Akobundu-Ehiogu, cestista nigeriano
- 7 ottobre - Tutu Atwell, giocatore di football americano statunitense
- 7 ottobre - Bobby Burns, calciatore nordirlandese
- 7 ottobre - Letizia Cicconcelli, ex ginnasta italiana
- 7 ottobre - Eba Viegas, calciatore saotomense
- 7 ottobre - Ferdi Kadıoğlu, calciatore turco
- 7 ottobre - Lindrit Kamberi, calciatore svizzero
- 7 ottobre - Mads Kikkenborg, calciatore danese
- 7 ottobre - Rui Modesto, calciatore portoghese
- 7 ottobre - Richárd Márton, nuotatore ungherese
- 7 ottobre - Motoki Nagakura, calciatore giapponese
- 7 ottobre - Gustavo Henrique Santos, calciatore brasiliano
- 7 ottobre - Jonas Stockinger, sciatore alpino tedesco
- 8 ottobre - Pietro Arese, mezzofondista e siepista italiano
- 8 ottobre - Michael Cooper, calciatore inglese
- 8 ottobre - Souleymane Diaby, calciatore ivoriano
- 8 ottobre - Akbar Djuraev, sollevatore uzbeko
- 8 ottobre - Artëm Galunin, combinatista nordico russo
- 8 ottobre - Ion Gheorghe, calciatore rumeno
- 8 ottobre - Lovro Majkić, calciatore croato
- 8 ottobre - Lennard Maloney, calciatore statunitense
- 8 ottobre - Fábián Marozsán, tennista ungherese
- 8 ottobre - Đorđe Petrović, calciatore serbo
- 8 ottobre - Irene Santi, calciatrice italiana
- 8 ottobre - Sveva Schiazzano, nuotatrice italiana
- 8 ottobre - Jamie Shackleton, calciatore inglese
- 8 ottobre - Keydomar Vallenilla, sollevatore venezuelano
- 8 ottobre - Luīze Šepte, cestista lettone
- 9 ottobre - Nicolás Cabral, calciatore argentino
- 9 ottobre - Francesco D'Amico, pallavolista italiano
- 9 ottobre - Flora Dolci, fondista francese
- 9 ottobre - Adrien Fresquet, sciatore alpino francese
- 9 ottobre - Nick Itkin, schermidore statunitense
- 9 ottobre - Nibret Melak, mezzofondista etiope
- 9 ottobre - Loévan Parand, sciatore alpino francese
- 9 ottobre - Aprocius Petrus, calciatore namibiano
- 9 ottobre - Petra Unterholzner, sciatrice alpina italiana
- 10 ottobre - José Bandez, calciatore venezuelano
- 10 ottobre - Julián Brea, calciatore argentino
- 10 ottobre - José Copete, calciatore spagnolo
- 10 ottobre - Zala Friškovec, cestista slovena
- 10 ottobre - Rebecca Ghilardi, pattinatrice artistica su ghiaccio italiana
- 10 ottobre - Saná Gomes, calciatore guineense
- 10 ottobre - Anastasija Gončarova, combinatista nordica russa
- 10 ottobre - Rodrigue Kwizera, mezzofondista burundese
- 10 ottobre - Nediljko Labrović, calciatore croato
- 10 ottobre - Emil Tot Wikström, calciatore svedese
- 10 ottobre - João Virgínia, calciatore portoghese
- 11 ottobre - Richard, calciatore brasiliano
- 11 ottobre - Anna Filbey, calciatrice britannica
- 11 ottobre - Keldon Johnson, cestista statunitense
- 11 ottobre - Aldair Neves, calciatore portoghese
- 11 ottobre - Agnes Reisch, saltatrice con gli sci tedesca
- 11 ottobre - Ameer Speed, giocatore di football americano statunitense
- 12 ottobre - Orlando Bennett, ostacolista giamaicano
- 12 ottobre - Alonso Coello, calciatore spagnolo
- 12 ottobre - Gilles De Wilde, ciclista su strada belga
- 12 ottobre - Théo Faure, pallavolista francese
- 12 ottobre - Gabriela Gajanová, mezzofondista slovacca
- 12 ottobre - Jens Petter Hauge, calciatore norvegese
- 12 ottobre - OG Version, rapper e produttore discografico lituano
- 12 ottobre - Rhonex Kipruto, mezzofondista keniota
- 12 ottobre - Felício Milson, calciatore angolano
- 12 ottobre - Max Mitchell, giocatore di football americano statunitense
- 12 ottobre - Ritt Momney, cantante statunitense
- 12 ottobre - Daniil Utkin, calciatore russo
- 12 ottobre - Ferdia Walsh-Peelo, attore e musicista irlandese
- 13 ottobre - Moses Brown, cestista statunitense
- 13 ottobre - John Buckley, calciatore inglese
- 13 ottobre - Andrew Capobianco, tuffatore statunitense
- 13 ottobre - David Duke, cestista statunitense
- 13 ottobre - Nell Tiger Free, attrice britannica
- 13 ottobre - Jesper Isaksen, calciatore norvegese
- 13 ottobre - Anna Kotikova, pallavolista russa
- 13 ottobre - Alexander Lecaros, calciatore peruviano
- 13 ottobre - Paul Mensah, calciatore ghanese
- 13 ottobre - Zsombor Piros, tennista ungherese
- 13 ottobre - Andreas Poulsen, calciatore danese
- 13 ottobre - Sarah Wijnants, calciatrice belga
- 14 ottobre - Isak Amundsen, calciatore norvegese
- 14 ottobre - Maxime Busi, calciatore belga
- 14 ottobre - Allan Dokossi, cestista francese
- 14 ottobre - Anthony Fontana, calciatore statunitense
- 14 ottobre - Matteo Gianazza, pallanuotista italiano
- 14 ottobre - Ruaridh Mollica, attore italiano
- 14 ottobre - Gervarrius Owens, giocatore di football americano statunitense
- 14 ottobre - Edvin Taborda, giocatore di football americano svedese
- 14 ottobre - Wu Yibing, tennista cinese
- 14 ottobre - Laura Zeng, ginnasta statunitense
- 15 ottobre - Ellery Balcombe, calciatore inglese
- 15 ottobre - Jairo Cuéllar, calciatore boliviano
- 15 ottobre - Bridger Gile, sciatore alpino statunitense
- 15 ottobre - Andrei Iosivas, giocatore di football americano statunitense
- 15 ottobre - Travis Jones, giocatore di football americano statunitense
- 15 ottobre - Bailee Madison, attrice statunitense
- 15 ottobre - George Merloi, calciatore rumeno
- 15 ottobre - Chad Ryland, giocatore di football americano statunitense
- 15 ottobre - Marko Simonović, cestista montenegrino
- 15 ottobre - Cam Taylor-Britt, giocatore di football americano statunitense
- 15 ottobre - Benjamin Woodburn, calciatore gallese
- 16 ottobre - Jordan Bayehe, cestista camerunese
- 16 ottobre - Nicolò Bulega, pilota motociclistico italiano
- 16 ottobre - Elijah Hicks, giocatore di football americano statunitense
- 16 ottobre - Nikola Karczewska, calciatrice polacca
- 16 ottobre - Jesse Luketa, giocatore di football americano canadese
- 16 ottobre - Daniela Mittermair, slittinista italiana
- 16 ottobre - Aaron Nesmith, cestista statunitense
- 16 ottobre - Nikolaj Pojarkov, calciatore russo
- 16 ottobre - Melissa Vargas, pallavolista cubana
- 16 ottobre - Stephanie Visscher, cestista svedese
- 17 ottobre - Victor Bogaciuc, calciatore moldavo
- 17 ottobre - Juan Cruz Franzoni, calciatore argentino
- 17 ottobre - Nikita Sergeev, calciatore russo
- 17 ottobre - José Hugo, calciatore brasiliano
- 17 ottobre - Balázs Szép, pentatleta ungherese
- 17 ottobre - Joshua Williams, giocatore di football americano statunitense
- 18 ottobre - Berfu Cengiz, tennista turca
- 18 ottobre - Emeka Eneli, calciatore statunitense
- 18 ottobre - Dalton Kincaid, giocatore di football americano statunitense
- 18 ottobre - John Kitolano, calciatore norvegese
- 18 ottobre - Jalen Sundell, giocatore di football americano statunitense
- 18 ottobre - Gregorio Tanco, calciatore argentino
- 18 ottobre - Lirim Zendeli, pilota automobilistico tedesco
- 19 ottobre - Jacob Dilling, sciatore alpino statunitense
- 19 ottobre - Tejraj Pultoo, giocatore di badminton mauriziano
- 19 ottobre - Gastón Pérez, calciatore uruguaiano
- 20 ottobre - Raz Adam, cestista israeliano
- 20 ottobre - Arsen Adamov, calciatore russo
- 20 ottobre - Daniel Chomanič, lottatore slovacco
- 20 ottobre - Darius Days, cestista statunitense
- 20 ottobre - Cériel Desal, ciclista su strada belga
- 20 ottobre - Charlie Dobson, velocista britannico
- 20 ottobre - Javon Freeman-Liberty, cestista statunitense
- 20 ottobre - YoungBoy Never Broke Again, rapper, cantante e compositore statunitense
- 20 ottobre - Shedrick Jackson, giocatore di football americano statunitense
- 20 ottobre - Emmanouīl Karalīs, astista greco
- 20 ottobre - Viljo Lempinen, giocatore di football americano finlandese
- 20 ottobre - Robert Mišković, calciatore croato
- 20 ottobre - Daniel Mosquera, calciatore colombiano
- 20 ottobre - Gerasimos Mītoglou, calciatore greco
- 21 ottobre - Despoina Chatzīnikolaou, calciatrice greca
- 21 ottobre - Jari De Busser, calciatore belga
- 21 ottobre - Matteo Gabbia, calciatore italiano
- 21 ottobre - Ekanit Panya, calciatore thailandese
- 21 ottobre - Kenneth Rooks, ostacolista e mezzofondista statunitense
- 21 ottobre - Emiliano Villar, calciatore uruguaiano
- 21 ottobre - Sarah Voss, ginnasta tedesca
- 22 ottobre - Daniel Babor, pistard e ciclista su strada ceco
- 22 ottobre - Aurora De Rita, calciatrice italiana
- 22 ottobre - Ella Halvarsson, biatleta svedese
- 22 ottobre - Leonel Picco, calciatore argentino
- 22 ottobre - Jalen Pickett, cestista statunitense
- 22 ottobre - Francesco Porco, tuffatore italiano
- 22 ottobre - Jay Rich-Baghuelou, calciatore australiano
- 22 ottobre - Albert Sambi Lokonga, calciatore belga
- 22 ottobre - Jalen Slawson, cestista statunitense
- 22 ottobre - Jakob Thordsen, canoista tedesco
- 22 ottobre - Jordan Williams, calciatore inglese
- 23 ottobre - Marquinhos, calciatore brasiliano
- 23 ottobre - Sixtine Cousin, sciatrice freestyle svizzera
- 23 ottobre - Gemma Font, calciatrice spagnola
- 23 ottobre - Andre Garcia, attore filippino
- 23 ottobre - Gijs Leemreize, ciclista su strada olandese
- 23 ottobre - Asjia O'Neal, pallavolista statunitense
- 23 ottobre - Samuel Tefera, mezzofondista etiope
- 24 ottobre - Shunta Araki, calciatore giapponese
- 24 ottobre - Lauren Bate, ex pistard britannica
- 24 ottobre - Mirza Delimeđac, calciatore serbo
- 24 ottobre - Elli Pikkujämsä, calciatrice finlandese
- 24 ottobre - Mustafa Alfadni, calciatore sudanese
- 24 ottobre - Vítor Jacaré, calciatore brasiliano
- 24 ottobre - Amon-Ra St. Brown, giocatore di football americano statunitense
- 24 ottobre - Dujon Sterling, calciatore inglese
- 25 ottobre - Tomás Silva, calciatore portoghese
- 25 ottobre - Nuriddin Khamrokulov, calciatore tagiko
- 25 ottobre - Romeo Langford, cestista statunitense
- 25 ottobre - Clara, cantautrice, attrice e modella italiana
- 25 ottobre - Matea Tadić, cestista croata
- 26 ottobre - Noah Dollenmayer, calciatore dominicano
- 26 ottobre - Mélissa Gal, fondista francese
- 26 ottobre - Lana Golob, calciatrice slovena
- 26 ottobre - Keaontay Ingram, giocatore di football americano statunitense
- 26 ottobre - Cătălin Itu, calciatore rumeno
- 26 ottobre - Hiroki Itō, tuffatore giapponese
- 26 ottobre - Ashley Lahey, tennista statunitense
- 26 ottobre - David Morgan, giocatore di baseball statunitense
- 26 ottobre - A.T. Perry, giocatore di football americano statunitense
- 26 ottobre - Jhonata Robert, calciatore brasiliano
- 26 ottobre - Tisha Volleman, ginnasta olandese
- 26 ottobre - Luna Wedler, attrice svizzera
- 27 ottobre - Slava Marlow, produttore discografico e beatmaker russo
- 27 ottobre - Misael Domínguez, calciatore messicano
- 27 ottobre - Ryan Flournoy, giocatore di football americano statunitense
- 27 ottobre - Giorgi K'utsia, calciatore georgiano
- 27 ottobre - Tyreek Magee, calciatore giamaicano
- 27 ottobre - Vazgen Tevanyan, lottatore armeno
- 27 ottobre - Amy Tinkler, ex ginnasta inglese
- 28 ottobre - Kevin Castañeda, calciatore messicano
- 28 ottobre - David Dunđerski, calciatore serbo
- 28 ottobre - Alessandro Fusco, rugbista a 15 italiano
- 28 ottobre - Amber Glenn, pattinatrice artistica su ghiaccio statunitense
- 28 ottobre - Patrick Kypson, tennista statunitense
- 28 ottobre - Jack Maher, calciatore statunitense
- 29 ottobre - Gastón Arturia, calciatore argentino
- 29 ottobre - Joel Burgos, calciatore portoricano
- 29 ottobre - Tank Dell, giocatore di football americano statunitense
- 29 ottobre - Mya Hollingshed, cestista statunitense
- 29 ottobre - Grant Sherfield, cestista statunitense
- 29 ottobre - Madi Williams, cestista statunitense
- 30 ottobre - Yazan Al-Bawwab, nuotatore palestinese
- 30 ottobre - Alberto Barp, scacchista italiano
- 30 ottobre - Mahmoud Bentayg, calciatore marocchino
- 30 ottobre - Vanja Drkušić, calciatore sloveno
- 30 ottobre - Osas Ehigiator, cestista spagnolo
- 30 ottobre - Danila Njačaeŭ, calciatore bielorusso
- 30 ottobre - Issuf Sanon, cestista ucraino
- 30 ottobre - Sebastjan Spahiu, calciatore albanese
- 30 ottobre - Matevž Vidovšek, calciatore sloveno
- 30 ottobre - Wang Yan, ex ginnasta cinese
- 31 ottobre - Jani Atanasov, calciatore macedone
- 31 ottobre - Ismajl Beka, calciatore svizzero
- 31 ottobre - Billy Bryk, attore canadese
- 31 ottobre - Andrea Dallavalle, triplista italiano
- 31 ottobre - Han Xu, cestista cinese
- 31 ottobre - Sof'ja Kuznecova, pallavolista russa
- 31 ottobre - Diego Negrón, pallavolista portoricano
- 31 ottobre - Josh Ross, giocatore di football americano statunitense
- 31 ottobre - Danielle Rose Russell, attrice statunitense
- 31 ottobre - Ludvig Åberg, golfista svedese